# District de Bruntál
Le district de Bruntál (en tchèque : okres Bruntál) est un des six districts de la région de Moravie-Silésie, en Tchéquie. Son chef-lieu est la ville de Bruntál.

## Liste des communes
Le district compte 67 communes, dont 9 ont le statut de ville (město, en gras) et aucune celui de bourg (městys, en italique) :
Andělská Hora •
Bílčice • 
Bohušov •
Brantice • 
Bruntál •
Břidličná •
Býkov-Láryšov •
Čaková •
Dětřichov nad Bystřicí •
Dívčí Hrad •
Dlouhá Stráň •
Dolní Moravice •
Dvorce •
Heřmanovice •
Hlinka •
Holčovice •
Horní Benešov •
Horní Město •
Horní Životice •
Hošťálkovy •
Janov •
Jindřichov •
Jiříkov •
Karlova Studánka •
Karlovice •
Krasov •
Krnov •
Křišťanovice •
Leskovec nad Moravicí •
Lichnov •
Liptaň •
Lomnice •
Ludvíkov •
Malá Morávka •
Malá Štáhle •
Město Albrechtice •
Mezina •
Milotice nad Opavou •
Moravskoslezský Kočov •
Nová Pláň •
Nové Heřminovy •
Oborná •
Osoblaha •
Petrovice •
Razová •
Roudno •
Rudná pod Pradědem •
Rusín •
Rýmařov •
Ryžoviště •
Široká Niva •
Slezské Pavlovice •
Slezské Rudoltice •
Stará Ves •
Staré Heřminovy •
Staré Město •
Světlá Hora •
Svobodné Heřmanice •
Třemešná •
Tvrdkov •
Úvalno •
Václavov u Bruntálu •
Valšov •
Velká Štáhle •
Vrbno pod Pradědem •
Vysoká •
Zátor

## Principales villes
Population des principales villes du district au 1er janvier 2024 et évolution depuis le 1er janvier 2023 :
| Krnov              | 22 716 | en diminution   |
| Bruntál            | 15 244 | en diminution   |
| Rýmařov            | 7 862  | en diminution   |
| Vrbno pod Pradědem | 4 752  | en diminution   |
| Město Albrechtice  | 3 415  | en stagnation   |
| Břidličná          | 2 931  | en augmentation |
| Horní Benešov      | 2 214  | en augmentation |
| Brantice           | 1 392  | en augmentation |
| Světlá Hora        | 1 367  | en augmentation |
| Dvorce             | 1 254  | en augmentation |